# Râul Tritul
Râul Tritul este un afluent al râului Valea Largă. 